# Ptenochirus jagori
Ptenochirus jagori é uma espécie de morcego da família Pteropodidae.
Endêmica das Filipinas.